# Putnam County, West Virginia
Putnam County är ett administrativt område i delstaten West Virginia, USA, med 55 486 invånare. Den administrativa huvudorten (county seat) är Winfield.

## Geografi
Enligt United States Census Bureau har countyt en total area på 908 km². 897 km² av den arean är land och 11 km² är vatten.

### Angränsande countyn
- Mason County - nord
- Jackson County - nordost
- Kanawha County - öst
- Lincoln County - syd
- Cabell County - väst

### Orter
- Hurricane
- Winfield (huvudort)